# Ophiopogon angustifoliatus
Ophiopogon angustifoliatus là một loài thực vật có hoa trong họ Măng tây. Loài này được (F.T.Wang & Tang) S.C.Chen mô tả khoa học đầu tiên năm 1988.